# 天成乡 (凉城县)
天成乡，是中华人民共和国内蒙古自治区乌兰察布市凉城县下辖的一个乡级行政区。

## 行政区划
天成乡下辖以下地区：
樊家圐圙村、马王庙村、庆乐庄村、二号村、元山村、天成村、丁七号村、向阳村、狮子村、二十三号村、甘草村、土城村、三道营村、庄头窑村、七号村、八号村、十四号村、全胜店村、水泉庄村、永兴梁村、后营村、双山村、帽山村、冀家圐圙村、井儿村和十五号村。